# Phép đổi biến tích phân
Trong giải tích, phép đổi biến là một công cụ để tính nguyên hàm và tích phân.
Nếu f(x) là một hàm số khả tích, và φ(t) là một hàm số liên tục khả vi có miền xác định là khoảng [a, b] và miền giá trị nằm trong miền xác định của f. Đồng thời φ'(t) là khả tích trên [a,b] và
{\displaystyle \phi '(t)\neq 0\quad } cho mọi t trong [a,b]
Thì
{\displaystyle \int _{\phi (a)}^{\phi (b)}f(x)\,dx=\int _{a}^{b}f(\phi (t))\phi '(t)\,dt}
Công thức này có thể ghi nhớ thông qua công thức Leibniz: thế cùng lúc x = φ(t) và dx = φ'(t) dt (do dx / dt = φ'(t)) vào biểu thức tích phân.
Công thức trên có thể được dùng để biến đổi một tích phân thành một tích phân có thể dễ tính hơn. Có thể biến đổi từ vế phải sang vế trái, hoặc từ vế trái sang vế phải, tuỳ theo ứng dụng. Việc biến từ vế trái sang vế phải còn được gọi là phép thế-u.